# Romanitos
Los romanitos son un tipo de pasta rellena uruguaya, parecida a los ñoquis pero de mayor tamaño y forma semi esférica. La masa se elabora con harina, papa y huevo, suelen llevar variedad de rellenos que pueden combinar 
varios ingredientes, siendo el más usual el de muzzarela y jamón.

## Historia

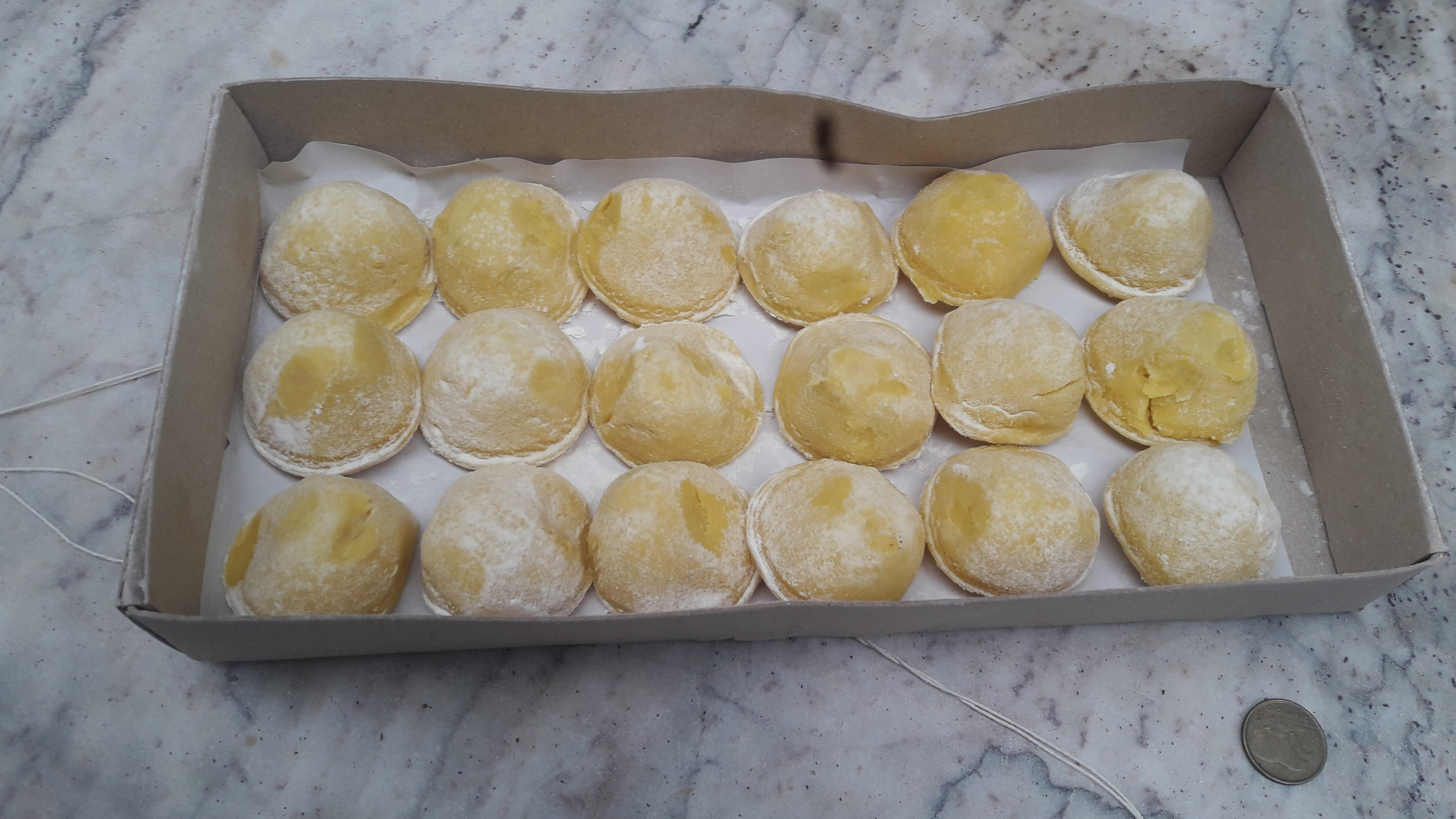
Romanitos frescos de fábrica La Roma

Es difícil encontrar datos acerca de su historia, si bien al contrario de lo que su nombre sugiere, no se encuentran en Italia. La primera mención que se encuentra de esta pasta hace referencia a La Spezia, donde reclama esta marca para sí en el año 1986.

## Elaboración
La masa es parecida a la de los ñoquis y está hecha con harina de trigo, papa, sal almidón y huevos, y el relleno suele combinar muzzarela y jamón cocido. A diferencia de los gnoccis, que además no llevan almidón, la masa de los romanitos requiere algo de amasado y el armado es parecido al de los ravioles. Pueden servirse con diferentes salsas como puede ser, tuco, estofado o salsa caruso.